# Neopontella typica
Neopontella typica är en kräftdjursart som beskrevs av A. Scott 1909. Neopontella typica ingår i släktet Neopontella och familjen Pontellidae. Inga underarter finns listade i Catalogue of Life.